# Eliseo Prado
Eliseo Prado (Buenos Aires, 17 september 1929 – 10 februari 2016) was een Argentijns voetballer. 
Prado werd geboren in Almagro, een wijk van Buenos Aires. Van 1948 tot 1958 speelde hij voor River Plate. Aan de zijde van sterspelers Ángel Labruna, Félix Loustau, Norberto Menéndez en Amadeo Carrizo won hij vijf landstitels. In 1959 ging hij voor middenmoter Gimnasia La Plata spelen. Met het nationale elftal nam hij deel aan het WK 1958 in Zweden. 
Zijn bijnaam was El Doctor Prado. De aanvaller overleed op 86-jarige leeftijd.